# Atmen Kelif
Atmen Kelif, de son vrai nom Athmane Khelif, est un acteur français d'origine algérienne, né le 1er avril 1968 à Albi (Tarn). Il est également scénariste.

## Biographie

### Jeunesse et formation
Passionné de théâtre depuis son enfance à Albi, Atmen Kelif s'installe à Paris afin d'étudier au Cours Florent, où il se lie d'amitié avec Édouard Baer avec lequel il travaillera à de nombreuses reprises au cinéma comme au théâtre.
Il rentre ensuite au Conservatoire d'art dramatique (CNSAD) où il étudie le répertoire classique. Il travaille avec Catherine Hiegel, Georges Lavaudant, Julie Brochen.

### Carrière
À la fin de son cursus, il rencontre Jérôme Deschamps et Macha Makeïeff qui le font entrer dans la troupe des Deschiens qu'ils mettent en scène.
Il apparait alors beaucoup au cinéma et à la télévision (Les Parasites, Il était une fois dans l'oued, Nuit noire, 17 octobre 1961...), sans pour autant quitter les planches puisqu'il est dans Théâtre sans animaux de Jean-Michel Ribes, ou Histoires de famille, de Biljana Srbljanovic, mis en scène par André Wilms en 2002 au Théâtre de la Colline.
Il joue aussi avec Lorànt Deutsch dans une série télévisée comique de Frédéric Berthe, Kelif et Deutsch à la recherche d'un emploi, dont ils sont co-scénaristes.
Il est l'initiateur et le co-scénariste d'un film sur la pétanque, Les Invincibles, de Frédéric Berthe (2013).
De 2017 à 2021, il fait partie de la distribution principale de la série Demain Nous Appartient, diffusée sur TF1. Il interprète le rôle de Bilel Beddiar, aux côtés de Samira Lachhab.

### Affaire judiciaire
Après une condamnation pour violences conjugales, relate Midi libre, il est accusé d'avoir commis une agression sexuelle sur une jeune femme à Sète, en août 2020. Il est renvoyé en 2021 devant le tribunal judiciaire de Montpellier. Le 23 novembre 2022, il est relaxé par la justice.

### Vie privée
Il est père d'une fille.

## Filmographie
Sauf indication contraire, les informations mentionnées dans cette section peuvent être confirmées par les bases de données cinématographiques IMDb et Allociné,  présentes dans la section « Liens externes ».

### Cinéma

#### Longs métrages
- 1995 : Marie-Louise ou la Permission, de Manuel Flèche : Karim
- 1997 : Ouvrez le chien, de Pierre Dugowson : Atmen
- 1997 : Fred, de Pierre Jolivet : Ali
- 1997 : Barracuda, de Philippe Haïm : Invité à la soirée
- 1997 : Vive la République !, d'Éric Rochant : Émile
- 1998 : HLA identique, de Thomas Briat (court-métrage) : Nouredine
- 1999 : Les Parasites, de Philippe de Chauveron : Jean-Luc
- 1999 : Les Collègues, de Philippe Dajoux : Toinou
- 1999 : Merci mon chien, de Philippe Galland : Amir
- 2000 : On fait comme on a dit, de Philippe Bérenger : Samir
- 2000 : La Bostella, d'Édouard Baer : Momo
- 2000 : Le Harem de Madame Osmane, de Nadir Moknèche : Badreddine, le coiffeur
- 2001 : Origine contrôlée, d'Ahmed Bouchaala et Zakia Tahri : Youssef
- 2001 : Dieu est grand, je suis toute petite, de Pascale Bailly
- 2001 : Reines d'un jour, de Marion Vernoux : Jean-Mi
- 2002 : Le Raid, de Djamel Bensalah : Yaya
- 2002 : Tangos volés, d'Eduardo de Gregorio
- 2003 : Le Pharmacien de garde, de Jean Veber : Massoud
- 2004 : Nos amis les flics, de Bob Swaim : Kérouf
- 2004 : À boire, de Marion Vernoux : Seb Abdal Abbas
- 2005 : Déserts, d'Éric Nivot
- 2005 : Akoibon, d'Édouard Baer : Mehdi
- 2005 : Nuit noire 17 octobre 1961, d'Alain Tasma : Tarek
- 2005 : L'Amour aux trousses, de Philippe de Chauveron : le passager du train
- 2005 : Il était une fois dans l'Oued, de Djamel Bensalah : Un cousin du désert
- 2007 : Big City de Djamel Bensalah : Banjo / Papy Banjo
- 2009 : La différence, c'est que c'est pas pareil, de Pascal Laëthier : Paul
- 2010 : Mon pote, de Marc Esposito : Sami
- 2011 : Minuit à Paris (Midnight In Paris), de Woody Allen : Hôtel Doctor
- 2011 : Beur sur la ville de Djamel Bensalah : Le restaurateur indien
- 2012 : Astérix et Obélix : Au service de Sa Majesté, de Laurent Tirard : Pindépis
- 2013 : Blanche-Nuit, de Fabrice Sebille
- 2013 : Les Invincibles, de Frédéric Berthe : Momo
- 2013 : Voyage sans retour de François Gérard : L'orateur
- 2017 : Ouvert la nuit d'Édouard Baer : Kamel
- 2018 : Neuilly sa mère, sa mère ! de Gabriel Julien-Laferrière : syndicaliste
- 2018 : Je ne suis pas un homme facile d'Éléonore Pourriat : Marco, le boss de Damien
- 2019 : Perdrix d'Erwan Le Duc : Serge
- 2020 : Vagabondes de Philippe Dajoux : L'aubergiste
- 2021 : On est fait pour s'entendre de Pascal Elbé : Pierre
- 2022 : Le Nouveau Jouet de James Huth : Moussa
- 2022 : Tempête de Christian Duguay : Haddid
- 2024 : Six pieds sur Terre de Karim Bensalah : Abdelmajid
- 2025 : Une place pour Pierrot de Hélène Médigue : Ahmed

#### Courts métrages
- 1997 : Abus de méfiance, de Pascal Légitimus (court-métrage)
- 1999 : Les Petits Souliers, d'Olivier Nakache et Éric Toledano (court-métrage)
- 2002 : Après l'enfance, de Thomas Lilti

### Télévision
- 1994 : Les Deschiens, de Jérôme Deschamps et Macha Makeïeff (série télévisée)
- 2000 : Mes pires potes (série télévisée) : Miloud
- 2001 : La Cape et l'Épée (série TV) : Le bourreau
- 2001 : Caméra Café (1 épisode) : Abdoul
- 2003 : Kelif et Deutsch à la recherche d'un emploi, de Frédéric Berthe (série télévisée) : Atmen
- 2005 : L'Homme qui voulait passer à la télé, d'Amar Arhab, Pascal Légitimus et Fabrice Michelin
- 2006 : Le porte bonheur de Laurent Dussaux
- 2007 : L'Affaire Ben Barka, de Jean-Pierre Sinapi
- 2009 : Les Vivants et les Morts, de Gérard Mordillat : Hachemi
- 2014 : Le Sang de la vigne (1 épisode) : Medraoui
- 2015 : Le Bureau des légendes d'Éric Rochant (série TV) : Shérif Gherbi
- 2017-2021 : Demain nous appartient (série TV) : Bilel Beddiar (épisodes 1 à 849)
- 2017 : Cassandre (épisode Le Valet noir) : Pierre Cantin
- 2018 : Scènes de ménages : Au boulot !

## Théâtre
- 1982 : Don Quichotte de Cervantès, adaptation de Yves Jamiaque, mise en scène Jean-Claude Sachot, Théâtre populaire des Cévennes
- 1985 : La Locandiera de Carlo Goldoni, mise en scène Jean-Claude Sachot, Théâtre populaire des Cévennes
- 1986 : Le procès de Jacques Cœur, mise en scène Jacques Alric et Jacques Zabor, Théâtre populaire des Cévennes
- 1988 : Hamlet de William Shakespeare, mise en scène Jean-Claude Sachot, Théâtre populaire des Cévennes
- 1988 : Le Roman Comique de Guy Vassal d'après Scaron, mise en scène Francois Gamard, Théâtre populaire des Cévennes
- 1988 : Le Menteur de Carlo Goldoni, mise en scène Jean-Claude Sachot, JTR (Jeune théâtre regional Pézenas Béziers), tournée
- 1991 : Hall de nuit de Chantal Akerman, mise en scène de Camillia Serracani, Théâtre de la Bastille
- 1992 : Les précieuse ridicules et L'impromptu de Versailles de Molière, mise en scène de Gilbert Rouvière, Théâtre de Genneviliers, tournée
- 1992 : La dispute et les acteurs de bonne foi de Marivaux, mise en scène de Gilbert Rouvière, Théâtre de Genneviliers, tournée
- 1994 : La Cagnotte de Labiche, mise en scène de Julie Brochen, CNSAD de Paris
- 1994 : C'est magnifique de Jérôme Deschamps et Macha Makeïeff, Théâtre de Nîmes, Théâtre du Châtelet, tournée Molière du meilleur spectacle comique
- 1994 : Hortense a dit de m'en fous de Feydeau, mise en scène Pierre Diot, Festival de Saint Jean d'Angely .
- 1995 : Le défilé de Jérôme Deschamps et Macha Makeïeff, tournée
- 2002 : Histoires de famille de Biljana Srbljanović, mise en scène André Wilms, tournée
- 2002-2003 : Théâtre sans animaux de Jean-Michel Ribes tournée
- 2005 : Looking for mister Kastang d'Édouard Baer, Théâtre Marigny, Folies Bergère et la Cigale de Paris, tournée
- 2009 : Miam Miam d'Édouard Baer, Théâtre Marigny, tournée
- 2012-2013 : À la française d'Édouard Baer, mise en scène de l'auteur, Théâtre Marigny, Théâtre Liberté, tournée
- 2013 : Ali Baba de Macha Makeïeff, Théâtre de la Criée, Théâtre de Chaillot, tournée
- 2014 : Rendez-vous en boite de Marc Esposito, mise en scène de l'auteur, Théâtre de la Gaîté Montparnasse
- 2014 : La chauve souris de Strauss, mise en scène d'Yvan Alexandre, Opéra comique de Paris
- 2015 : Trissotin ou Les Femmes savantes de Molière, mise en scène de Macha Makeïeff, Théâtre de la Criéé de Marseille, Festival des Nuits de Fourvière (Lyon), TGP de Saint Denis, tournée
- 2021 : Dans la cour des grands de Henry Lewis, Jonathan Sayer et Henry Shields, mise en scène Gwen Aduh, théâtre Fontaine
- 2022 : Le Journal de Paris, mise en scène Édouard Baer, Théâtre de la Porte Saint-Martin
- 2024 : L'Argent de la vieille de Rodolfo Sonego, mise en scène Raymond Acquaviva, Théâtre Libre
- 2025 : Cyrano de Bergerac d'Edmond Rostand, mise en scène Anne Kessler, théâtre Antoine - Simone-Berriau